# Макдональд, Ариэль
Ариэ́ль Рене Макдо́нальд (также Арриэль Макдональд, англ. Ariel McDonald, Arriel Rene McDonald, род. 5 января 1972 в Харви, Иллинойс) — словенский профессиональный баскетболист американского происхождения. Многократный чемпион Словении, Израиля, Греции и Италии, победитель Супролиги ФИБА 2001 года и Кубка вызова ФИБА 2007 года.

## Спортивная карьера
В студенческие годы Ариэль Макдональд в течение четырёх лет выступал за команду Миннесотского университета. Ему принадлежит рекордное за историю этой команды количество результативных передач и лучший в её истории показатель по количеству передач за игру. По количеству очков за игру он занимает второе место в истории команды.
По окончании университета Макдональд был приглашён в Европу. Отыграв один сезон в высшем дивизионе чемпионата Бельгии, он заключил контракт со словенской командой «Интериер» из города Кршко. Там он тоже провёл всего один сезон, прежде чем попасть в состав лидера чемпионата Словении, команды «Олимпия» (Любляна). В составе «Олимпии» он за три года выиграл три первенства и три Кубка Словении, в свой последний сезон в «Олимпии» попав в число участников матча «Всех Звёзд» Словении. В этот же период он получил словенское гражданство. С «Олимпией» он также выступал в Кубке европейских чемпионов и в сезоне 1998/99 года стал лидером этого турнира по числу перехватов за игру.
В 1999 году Макдональд перешёл в тель-авивский «Маккаби», с которым достиг главных успехов в карьере. За три года он трижды побывал в Финале Четырёх престижнейших европейских клубных турниров: сначала в 2000 году в финале Кубка европейских чемпионов ФИБА, где в финале уступил с «Маккаби» греческому «Панатинаикосу», затем в 2001 году в финале Супролиги ФИБА, где победил с «Маккаби» всё тот же «Панатинаикос» и был признан лучшим игроком Финала Четырёх, и, наконец, в 2002 году — в полуфинале Евролиги УЛЕБ, где, по итогам сезона, был включён во вторую сборную турнира. Помимо этого, он завоевал с «Маккаби» три титула чемпиона Израиля и три Кубка Израиля. До настоящего времени Макдональд удерживает рекорд «Маккаби» по числу результативных передач за игру и, несмотря на то, что провёл за команду всего три сезона, пятое место по общему количеству передач и шестое — по общему количеству набранных очков.
В 2001 году Макдональд выступил на чемпионате Европы, где за три игры в составе сборной Словении в среднем набирал по 11,7 очка и делал по 3,7 результативной передачи.
В 2002 году Макдональд переходит в «Панатинаикос». За два не самых лучших года в истории четырёхкратных чемпионов Европы среди клубов он, тем не менее, сумел завоевать с ними два титула чемпиона Греции и один Кубок Греции. В 2004 году он заключает контракт с московским «Динамо», с которым завоёвывает серебряные медали чемпионата России и выходит в полуфинал Кубка России. Однако его личные показатели, по сравнению с предыдущими годами, были скромными, и в конце года он расстался с российской командой, перейдя в испанскую «Жирону».
За три года с «Жироной» Макдональд не добавил в свою коллекцию наград ни медалей чемпионата Испании, ни Кубка Испании, хотя и попал в список лучших игроков команды за всю её историю по числу результативных передач (третье место). На международной арене, напротив, он добился с испанским клубом значительных успехов. Вначале в 2007 году был выигран Еврокубок ФИБА, при этом сам Макдональд стал лидером команды в финальном матче с 25 очками (в том числе пять удачных трёхочковых бросков, последний из которых обеспечил «Жироне» отрыв в конце игры) и принял участие в игре «Всех Звёзд» Еврокубка. На следующий год в более престижном Кубке УЛЕБ он в составе «Жироны» дошёл до финала, где его команда уступила соотечественникам из «Ховентуда».
После этого успеха Макдональд был снова приглашён в московское «Динамо», которое возглавил израильский тренер Дэвид Блатт, раньше работавший с ним в «Маккаби». Однако и на этот раз Макдональду не удалось найти своё место в московском клубе, и в середине сезона его уступили в сиенский клуб «Монтепаски». В рядах действующего чемпиона Италии Макдональд дошёл до плей-офф Евролиги, где их остановил будущий чемпион, «Панатинаикос». В Италии «Сиена», и с ней Макдональд, третий раз подряд завоевала чемпионский титул и добавила к нему Кубок Италии. Таким образом, всего на счету Макдональда девять чемпионских титулов и восемь национальных кубков в четырёх странах.
В сезоне 2009/10 Макдональд не был заявлен ни за одну команду, оставаясь свободным агентом.

## Статистика выступлений

### Национальные чемпионаты
| Год                | Команда             | GP                | GS                | MPG               | FG%               | 3P%               | FT%               | RPG               | APG               | SPG               | BPG               | PPG               |
| Чемпионат Бельгии  | Чемпионат Бельгии   | Чемпионат Бельгии | Чемпионат Бельгии | Чемпионат Бельгии | Чемпионат Бельгии | Чемпионат Бельгии | Чемпионат Бельгии | Чемпионат Бельгии | Чемпионат Бельгии | Чемпионат Бельгии | Чемпионат Бельгии | Чемпионат Бельгии |
| ------------------ | ------------------- | ----------------- | ----------------- | ----------------- | ----------------- | ----------------- | ----------------- | ----------------- | ----------------- | ----------------- | ----------------- | ----------------- |
| 1994-95            | Касторс Брен        | 21                |                   |                   | 55.8              | 40.5              | 71.4              | 3.1               | 3.7               | 2.1               | 0.5               | 19.5              |
| Чемпионат Словении |                     |                   |                   |                   |                   |                   |                   |                   |                   |                   |                   |                   |
| 1997-98            | Олимпия             | 26                |                   |                   | 56.4              | 40.0              | 72.4              | 1.8               | 2.0               |                   |                   | 10.0              |
| 1998-99            | Олимпия             | 31                |                   |                   | 54.5              | 35.7              | 78.2              | 1.7               | 1.9               |                   |                   | 9.9               |
| Чемпионат Израиля  |                     |                   |                   |                   |                   |                   |                   |                   |                   |                   |                   |                   |
| 1999-2000          | Маккаби (Тель-Авив) | 19                |                   |                   | 67.4              | 36.7              | 83.3              | 3.1               | 4.6               | 2.2               | 0.2               | 11.4              |
| 2000-01            | Маккаби (Тель-Авив) | 33                |                   |                   | 60.4              | 49.3              | 85.7              | 2.3               | 3.8               | 1.3               | 0                 | 13.6              |
| 2001-02            | Маккаби (Тель-Авив) | 31                |                   |                   | 66.3              | 40.4              | 91.2              | 2.3               | 3.5               | 1.2               | 0.1               | 9.7               |
| Чемпионат Греции   |                     |                   |                   |                   |                   |                   |                   |                   |                   |                   |                   |                   |
| 2002-03            | Панатинаикос        | 32                |                   | 21.9              | 53.4              | 33.3              | 82.4              | 2.5               | 3.3               | 1.1               | 0.1               | 7.2               |
| 2003-04            | Панатинаикос        | 32                |                   | 27.5              | 49.2              | 38.8              | 72.1              | 3.0               | 2.8               | 1.8               | 0.3               | 8.8               |
| Чемпионат России   |                     |                   |                   |                   |                   |                   |                   |                   |                   |                   |                   |                   |
| 2004-05            | Динамо (Москва)     | 36                |                   | 22.3              | 46.3              | 37.4              | 81.8              | 2.3               | 3.5               | 1.5               | 0.1               | 6.9               |
| 2008-09            | Динамо (Москва)     | 1                 |                   | 6.6               | 0.0               | 0.0               | 0.0               | 2.0               | 2.0               | 0.0               | 0.0               | 0.0               |
| Чемпионат Испании  |                     |                   |                   |                   |                   |                   |                   |                   |                   |                   |                   |                   |
| 2005-06            | Жирона              | 37                |                   | 24.0              | 57.6              | 43.9              | 89.1              | 2.3               | 2.9               | 0.9               | 0.1               | 11.0              |
| 2006-07            | Жирона              | 38                |                   | 26.3              | 48.5              | 41.8              | 81.1              | 1.6               | 2.8               | 1.5               | 0.0               | 11.2              |
| 2007-08            | Жирона              | 37                |                   | 24.2              | 49.5              | 39.2              | 82.1              | 1.6               | 1.7               | 0.7               | 0.0               | 10.0              |
| Чемпионат Италии   |                     |                   |                   |                   |                   |                   |                   |                   |                   |                   |                   |                   |
| 2009               | Монтепаски          | 15                |                   | 14.5              |                   |                   |                   | 0.9               | 1.4               |                   |                   | 4.7               |

### Европейские клубные турниры
| Год                                     | Команда                                 | GP                                      | GS                                      | MPG                                     | FG%                                     | 3P%                                     | FT%                                     | RPG                                     | APG                                     | SPG                                     | BPG                                     | PPG                                     |
| Кубок европейских чемпионов и Супролига | Кубок европейских чемпионов и Супролига | Кубок европейских чемпионов и Супролига | Кубок европейских чемпионов и Супролига | Кубок европейских чемпионов и Супролига | Кубок европейских чемпионов и Супролига | Кубок европейских чемпионов и Супролига | Кубок европейских чемпионов и Супролига | Кубок европейских чемпионов и Супролига | Кубок европейских чемпионов и Супролига | Кубок европейских чемпионов и Супролига | Кубок европейских чемпионов и Супролига | Кубок европейских чемпионов и Супролига |
| --------------------------------------- | --------------------------------------- | --------------------------------------- | --------------------------------------- | --------------------------------------- | --------------------------------------- | --------------------------------------- | --------------------------------------- | --------------------------------------- | --------------------------------------- | --------------------------------------- | --------------------------------------- | --------------------------------------- |
| 1996-97                                 | Олимпия                                 | 24                                      |                                         | 31.1                                    | 57.9                                    | 36.7                                    | 85.0                                    | 2.0                                     | 2.5                                     | 1.5                                     |                                         | 12.1                                    |
| 1997-98                                 | Олимпия                                 | 18                                      |                                         | 29.9                                    | 50.0                                    | 25.0                                    | 80.3                                    | 1.4                                     | 2.2                                     | 1.2                                     |                                         | 12.6                                    |
| 1998-99                                 | Олимпия                                 | 19                                      |                                         | 30.8                                    | 63.9                                    | 38.9                                    | 80.0                                    | 2.5                                     | 2.8                                     | 2.5                                     |                                         | 13.2                                    |
| 1999-2000                               | Маккаби (Тель-Авив)                     | 24                                      |                                         | 35.0                                    | 60.3                                    | 37.5                                    | 76.8                                    | 2.1                                     | 3.7                                     | 2.2                                     |                                         | 13.3                                    |
| 2000-01                                 | Маккаби (Тель-Авив)                     | 24                                      |                                         | 30.3                                    | 54.3                                    | 36.6                                    | 79.1                                    | 2.3                                     | 3.5                                     | 1.7                                     | 0.1                                     | 12.8                                    |
| Евролига                                |                                         |                                         |                                         |                                         |                                         |                                         |                                         |                                         |                                         |                                         |                                         |                                         |
| 2001-02                                 | Маккаби (Тель-Авив)                     | 20                                      | 19                                      | 31.0                                    | 55.3                                    | 27.4                                    | 81.7                                    | 2.4                                     | 3.8                                     | 1.8                                     | 0.1                                     | 13.2                                    |
| 2002-03                                 | Панатинаикос                            | 18                                      | 13                                      | 30.0                                    | 57.6                                    | 34.0                                    | 76.6                                    | 2.9                                     | 3.3                                     | 1.9                                     | 0.2                                     | 10.6                                    |
| 2003-04                                 | Панатинаикос                            | 20                                      | 16                                      | 30.0                                    | 50.5                                    | 48.8                                    | 72.2                                    | 2.4                                     | 2.9                                     | 1.9                                     | 0.1                                     | 10.6                                    |
| 2008-09                                 | Монтепаски                              | 9                                       | 0                                       | 9.1                                     | 57.1                                    | 45.5                                    | 100.0                                   | 0.7                                     | 0.8                                     | 0.1                                     | 0.0                                     | 3.3                                     |
| Кубок УЛЕБ и Еврокубок                  |                                         |                                         |                                         |                                         |                                         |                                         |                                         |                                         |                                         |                                         |                                         |                                         |
| 2004-05                                 | Динамо (Москва)                         | 11                                      | 3                                       | 22.0                                    | 47.8                                    | 40.0                                    | 93.3                                    | 1.1                                     | 2.6                                     | 1.8                                     | 0.1                                     | 6.0                                     |
| 2007-08                                 | Жирона                                  | 17                                      | 13                                      | 25.3                                    | 60.5                                    | 49.4                                    | 85.0                                    | 1.4                                     | 2.2                                     | 0.9                                     | 0.0                                     | 11.9                                    |
| 2008-09                                 | Динамо (Москва)                         | 2                                       | 0                                       | 3.9                                     | 0.0                                     | 0.0                                     | 0.0                                     | 0.5                                     | 0.0                                     | 0.0                                     | 0.0                                     | 0.0                                     |
| Еврокубок ФИБА                          |                                         |                                         |                                         |                                         |                                         |                                         |                                         |                                         |                                         |                                         |                                         |                                         |
| 2006-07                                 | Жирона                                  | 16                                      |                                         | 23.8                                    | 62.8                                    | 46.1                                    | 88.7                                    | 1.8                                     | 3.1                                     | 1.1                                     | 0.0                                     | 12.9                                    |

### Чемпионат Европы
| Год  | Команда          | GP | GS | MPG  | FG% | 3P% | FT% | RPG | APG | SPG | BPG | PPG  |
| ---- | ---------------- | -- | -- | ---- | --- | --- | --- | --- | --- | --- | --- | ---- |
| 2001 | Сборная Словении | 3  |    | 30.3 |     |     |     | 3.0 | 3.7 |     |     | 11.7 |